# Balada o taščici
Balada o taščici je drama Igorja Torkarja, ki jo je napisal leta 1965. Vrši se spomladi v sobi za dva starca in v sosednji sobi za starko v hiralnici.

## Osebe
- Luka, Tone, starca
- Mina, upokojenka
- Anka, mlada strežnica v hiralnici

## Vsebina
Luka in Tona sta stanovalca v domu za ostarele. Tone je požrešen, pohoten, zloben starec, ki v svoji bridki osamljenosti sovraži ves svet, Luka pa je »umetnik«, pobožno zaljubljen v naravo in ptiče; po taščici, ki jo je bil ujel in jo ima v kletki ob oknu, je izrezljal leseno, čuva jo kot zaklad, ker je kakor živa – Luka je bil v svoje delo vložil srce in dušo, osrečuje ga, mu olajšuje tegobe starosti in samote. Anka ima Luka rada, rada posluša, ko ji pripoveduje o ptičih, ujete mu pomaga spuščati v prostost. Toneta to strašno jezi, saj bi lahko ujete ptiče zamenjal za denar ali za cigarete. Tudi Mini v sosednji sobi je Luka pri srcu, obišče oba moška, da bi z njima malo poklepetala. A pogovor ni prijeten, Tone je poln zlobe, ljubosumen na Luka, ki mu Mina poklanja več pozornosti kot njemu. Ko po naključju Mina in Anka ostaneta v sobi sami, Lukova taščica, ki je že prej kazala znamenja onemoglosti, pade mrtva na dno kletke. V strahu za Luka dasta ženski v kletko izrezljano taščico, v upanju, da Luka zamenjave ne bo opazil, saj zaradi mrene zelo slabo vidi. Namen se jima posreči. Mina na skrivaj prazni ptičjo podobico s hrano, pri tem pa jo zaloti Tone, odkrije prevaro in se škodoželjno pripravlja, da jo bo oznanil Luku. Mina je odločena, da to za vsako ceno prepreči; premišljeno izrabi Tonetovo pohoto in ga s sladkimi obljubami tako razburi, da ga zadene kap. Luka je sicer rešila, a ne zase: na sprehod z njo bo šel Luka takrat, ko bo izrezljal »živega« škrjančka. Mini ostane le čakanje … morda za vse dni, kar jih je še ostalo …